# Benito José Goyena
Benito José Goyena fue un militar que sirvió en la Armada Argentina durante la Guerra de Independencia de la Argentina y la Guerra del Brasil, teniendo una destacada actuación en la organización de las principales escuadras en operaciones durante dichos conflictos.

## Biografía
Benito José Goyena nació en la ciudad de Buenos Aires, Virreinato del Río de la Plata (República Argentina) alrededor del año 1789.
En 1801 ingresó a la Escuela Náutica del Real Consulado. Tras interrumpir un tiempo sus estudios los retomó y en el acta del Consulado de Buenos Aires del 10 de febrero de 1809 esta nuevamente mencionado con elogios por las pruebas rendidas en ese instituto de enseñanza.
Hacia 1807 ingresó a la Contaduría de Marina, sirviendo en ese puesto hasta el estallido de la Revolución de Mayo de 1810, a la que Goyena adhirió.
Postulado al puesto de jefe de la Comandancia de Marina de la revolución, el subdelegado de Matrículas opinó que "no se duda que posee los conocimientos para el cargo que aspira y que la Junta del Consulado debe comisionarlo para que ejerza las funciones de Ministro de Marina, siendo de absoluta necesidad su alta en atención al armamento naval en que se está trabajando".
Si bien el diputado Francisco de Gurruchaga se hizo cargo del área como Comisionado de Marina, el 12 de enero de 1811 Goyena fue designado oficial a cargo de la "Mesa de Cuenta y Razón de Marina", con asiento en el fuerte de Buenos Aires, y como tal responsable de la organización de la primera escuadrilla naval patriota, cuya tarea "fue inmensa, si se la compara con los recursos y elementos con que se contaba en ese tiempo de general improvisación, sin bases, naves, armamento". El cargo cubría las funciones que desempeñara desde agosto de 1810 Manuel Mutis como administrador de los fondos de la capitanía del puerto de Buenos Aires durante la Primera Junta.
El 2 de mayo de 1812 se le nombró oficial 5.º de la administración (Tesorero de Marina) y el 22 de agosto de 1814 Comisario de Marina del Estado, teniendo un papel fundamental en el soporte a la Campaña Naval de 1814.
Pese a los numerosos cambios en la Comandancia de Marina (empezando por el teniente coronel Bernardo Bonavía designado el 31 de marzo de 1815), Goyena siguió en su puesto hasta que durante la Anarquía del Año XX fue separado de todo cargo por razones políticas, aunque repuesto el 3 de febrero de 1821.
Fue nuevamente nombrado en la marina del estado el 11 de agosto de 1825, en vísperas de la guerra del Brasil y por decreto del 7 de abril de 1827 reorganizando el sector, Goyena se convirtió en Comisario General de Marina.
Durante el gobierno de Juan Manuel de Rosas la desaparición del organismo que presidía hizo que pasara a reserva. Tras la batalla de Caseros, el 16 de enero de 1853 fue nombrado nuevamente Comisario General de Marina con el grado de coronel.
En 1858 era Contador General y al año siguiente Contador Mayor del Estado, cargo que desempeñó hasta marzo de 1865, cuando fue reemplazado por Hilarión Medrano. Murió el 19 de marzo de 1871 víctima de la epidemia de fiebre amarilla que asoló la ciudad.
Había casado con Pascuala Díaz, con quien tuvo numerosos hijos, entre ellos el coronel Francisco Goyena (1816-1889), el coronel Pablo José Goyena (1812-1887) y Pedro Regalado Goyena, padre a su vez del diputado Luis Goyena (1859-1923), el ministro y coronel Miguel Goyena (1844-1920) y el destacado jurisconsulto y parlamentario Pedro Goyena (1843-1892).
Benito José Goyena es considerado el fundador de los servicios logísticos de la Armada Argentina. Por resolución del 23 de abril de 1948 la suya, primera designación que se hizo después de la Revolución de Mayo, ha sido declarada fecha histórica naval.
Un buque de la Armada llevó su nombre, el Aviso ARA Goyena (1943-1982), que prestó servicio como buque oceanográfico.